# Gran Premio Industria e Commercio di Prato 2003
Il Gran Premio Industria e Commercio di Prato 2003, cinquantottesima edizione della corsa, si svolse il 21 settembre 2003 su un percorso di 200 km, con partenza e arrivo a Prato. Fu vinto dall'italiano Davide Rebellin della Gerolsteiner davanti al danese Bo Hamburger e allo svizzero Oscar Camenzind.

## Ordine d'arrivo (Top 10)
| Pos. | Corridore                | Squadra                  | Tempo    |
| ---- | ------------------------ | ------------------------ | -------- |
| 1    | Davide Rebellin          | Gerolsteiner             | 4h41'46" |
| 2    | Bo Hamburger             | Formaggi Pinzolo Fiavé   | s.t.     |
| 3    | Oscar Camenzind          | Phonak Hearing Systems   | s.t.     |
| 4    | Massimo Giunti           | Domina Vacanze-Elitron   | s.t.     |
| 5    | Francesco Casagrande     | Lampre                   | s.t.     |
| 6    | Paolo Lanfranchi         | Ceramiche Panaria-Fiordo | s.t.     |
| 7    | Ruggero Borghi           | Mercatone Uno-Scanavino  | a 3'50"  |
| 8    | Paolo Bossoni            | Vini Caldirola-So.Di.    | s.t.     |
| 9    | Javier Pascual Rodríguez | iBanesto.com             | s.t.     |
| 10   | Markus Zberg             | Gerolsteiner             | a 4'16"  |